# Петроний Пробин (консул 341 года)
Петроний Пробин (лат. Petronius Probinus) — государственный деятель Римской империи середины IV века, консул 341 года.

## Биография
Принадлежал к ветви Пробов знатного рода Петрониев, известного ещё с республиканского времени. Представители этого рода неоднократно занимали высшие государственные должности. Отцом Петрония Пробина был Петроний Пробиан, консул 322 года и префект Рима в 329—331 годах.
В 341 году он был назначен консулом вместе с Антонием Марцеллином, а с 5 июля 345 года по 26 декабря 346 года (согласно Хронографии 354 года) находился на посту префекта города Рима.
Его сын — Секст Клавдий Петроний Проб, занимал должность консула в 371 году, внуки — Аниций Гермогениан Олибрий и Аниций Пробин — в 395 году, Аниций Проб — в 406 году. Его сестрой, возможно, была Фальтония Веттия Проба, поэтесса.
Известно, что и сам Петроний Пробин писал стихи. Он был христианином.